# Tororo

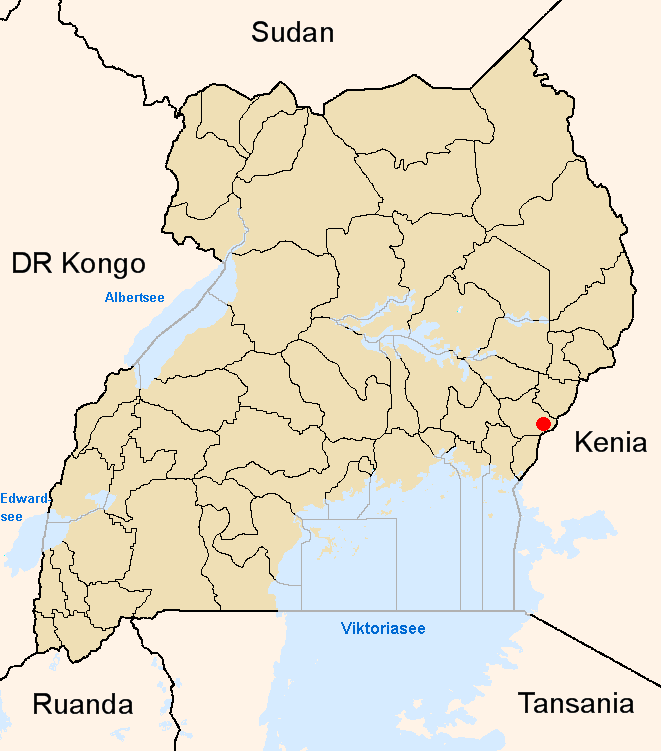
Localização de Tororo no mapa de Uganda

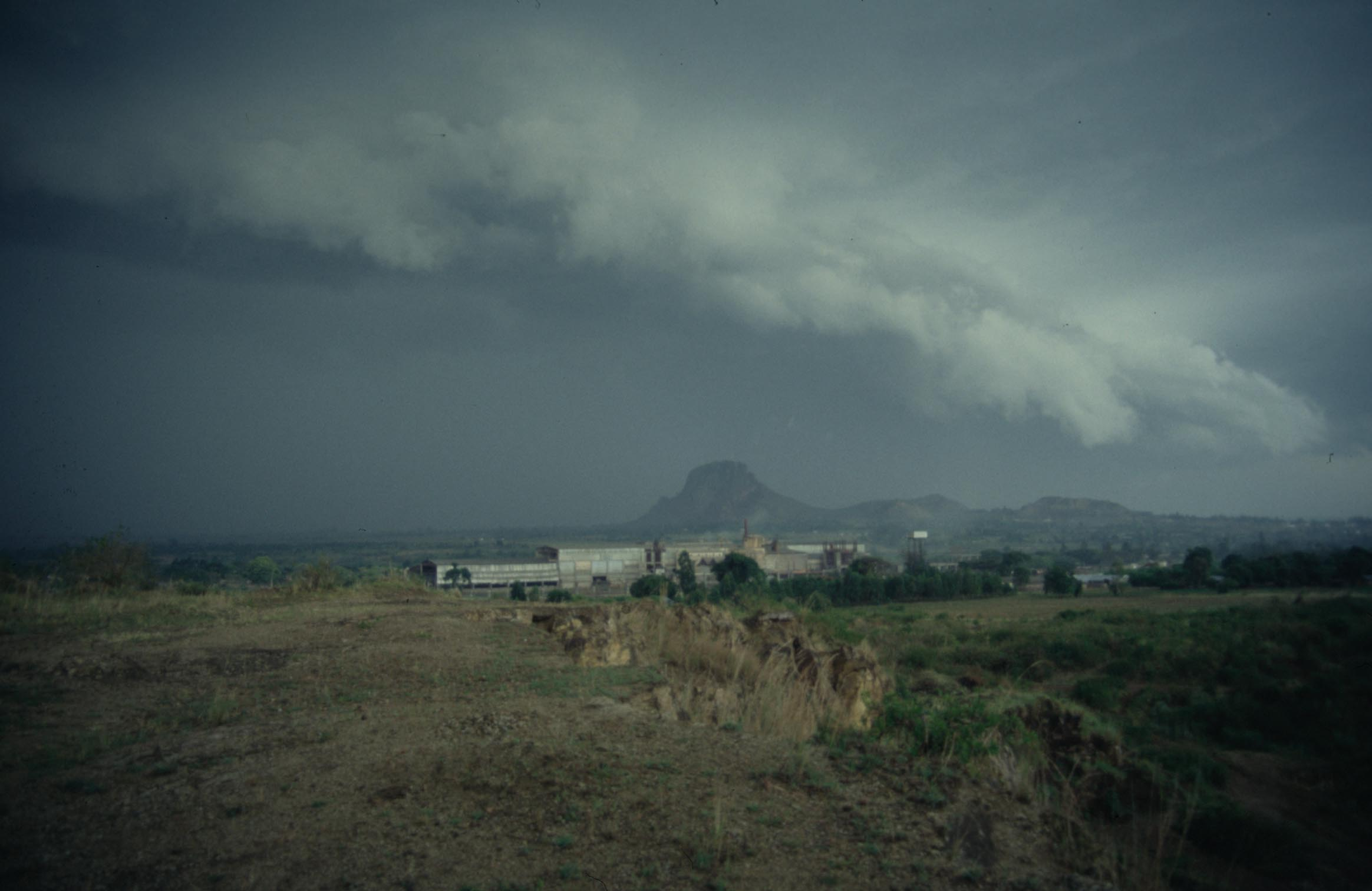
Tempestade em Tororo

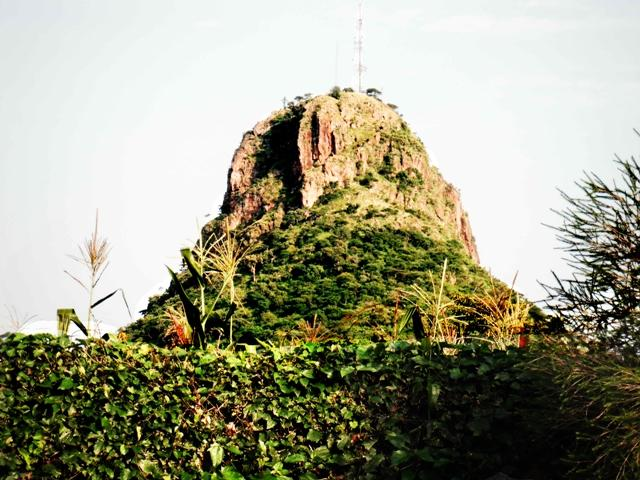
Tororo Rock

Tororo é uma cidade da Região Leste de Uganda. É o centro administrativo e comercial e a principal cidade do distrito de Tororo.

## Localização
Tororo está a aproximadamente 10 quilômetros (6,2 mi) a oeste da cidade de Malaba, na fronteira entre Uganda e Quênia. A distância entre Kampala, a capital do país, e Tororo é de 230 quilômetros (140 mi), por rodovia. As coordenadas da cidade são 0°41'34.0"N, 34°10'54.0"E (Latitude:0.692780; Longitude:34.181655).

## População
Em 2002, o censo nacional populacional calculou a população de Tororo em aproximadamente 34.800 habitantes. Em 2010, o Uganda Bureau of Statistics (UBOS) estimou a população em 42.500 pessoas. Em 2011, o UBOS estimou a população em 43.700. Em 2014, o censo  nacional populacional calculou a população em 41.906 habitantes.

## Economia
Tororo possui uma grande fábrica de cimento, a Tororo Cement Limited que, em 2007, por causa da escassez de energia, pode produzir apenas 19 mil toneladas métricas de cimento por dia, contra uma capacidade instalada de 35 mil toneladas métricas.
É também a matriz da SEBA Foods, uma indústria alimentícia que foi oficialmente aberta pelo presidente de Uganda Yoweri Museveni em junho de 2010.  A Electromaxx Limited construiu uma usina termoelétrica de 20 megawatts, a Tororo Power Station, comissionada em junho de 2010.
Tororo é também a sede da Nilefos Minerals Limited, subsidiária do Madhvani Group. A empresa minera e processa fosfato para uso em indústrias de fertilizantes.

## Pontos de interesse
Os pontos de interesse dentro e nas redondezas da cidade são:
- Tororo Rock[8][9]
- Mercado central de Tororo
- Catedral Mártires de Uganda, sede do arcebispado da Igreja Católica Romana em Tororo
- Priorato Cristo o Rei, um monastério beneditino
- Universidade de Busitema (Busitema University), uma das seis universidades públicas de Uganda, a 28 quilômetros (17 mi), do centro comercial de Tororo.[10]